# Kneria angolensis
Kneria angolensis is een straalvinnige vissensoort uit de familie van de oorvissen (Kneriidae). De wetenschappelijke naam van de soort is voor het eerst geldig gepubliceerd in 1866 door Steindachner.